# Maja Milos
Maja Miloš (Маја Милош) (Belgrad, 16 de maig de 1983) és una directora de cinema i guionista sèrbia. Es va fer coneguda per la seva pel·lícula Klip. Es va graduar en direcció cinematogràfica l'any 2008 per la Universitat de les Arts de Belgrad. Durant els seus estudis, va dirigir un total d'onze curtmetratges entre ells Interval (2003) i Si tu timažin (2004). Klip (2012) va ser el seu primer llargmetratge, que va ser guanyador del màxim guardó al Festival de Cinema de Rotterdam.

## Filmografia seleccionada
- Interval (2003, curtmetratge)
- Si Tu Timazin (2004)
- Les cousins (2006, curtmetratge)
- Prah (2008, curtmetratge)
- Klip (2012)